# Панамские документы

Страны, чьи граждане фигурируют в «Панамских документах»

«Панамские документы», панамагейт, «Панамское досье» или «Панамский архив» — неформальное название утечки конфиденциальных документов панамской юридической компании Mossack Fonseca (которую СМИ в 2012 году называли лидером отрасли в стране).
В документах, в которых упоминается множество нынешних и бывших мировых лидеров (в материалах упоминается, в частности, 12 действующих и бывших глав государств), высокопоставленных чиновников и известных людей, вскрыто наличие их скрытой собственности и связанных с этим конфликтов интересов.
Документы были получены немецкой газетой Süddeutsche Zeitung в 2015 году от анонимного источника. В течение года группа международных журналистов под контролем американской некоммерческой организации Центр за честность в обществе (CPI) в рамках проекта Международного консорциума журналистов-расследователей (ICIJ) изучала документы. Публикация итогов расследования произошла 3 апреля 2016 года. Результаты исследований документов охватывают период с 1977 по 2015 годы. Основной тематикой опубликованных результатов стало предание огласке наличия скрытой собственности политиков и связанных с этим конфликтов интересов.
Архив размером в 2,6 терабайта содержал 11,5 миллионов файлов, в которых упоминается множество нынешних и бывших мировых лидеров, высокопоставленных чиновников и известных людей.
9 мая 2016 года базы данных «панамских документов» и офшорного скандала 2013 года (см. офшор) с названиями фирм, адресами и именами связанных с ними лиц были открыты для публичного доступа.

## Исходные данные
Архив включает документы компании Mossack Fonseca, занимающейся регистрацией и сопровождением офшоров, за последние 40 лет.
По данным Би-би-си, исходные документы были проанализированы рядом независимых и надёжных экспертов, а расследование было проведено справедливо и беспристрастно и представляет общественный интерес. В заявлении Би-би-си также отмечается, что документы ICIJ были переданы 107 медиаорганизациям по всему миру.
В интервью агентству Франс Пресс Рамон Фонсека заявил, что его фирма не несёт ответственности за действия компаний, которые она учредила. Он также подчеркнул, что Mossack Fonseca не участвовала ни в каких противозаконных операциях, и публикация документов является уголовным преступлением.
Власти Панамы заявили о готовности к сотрудничеству по делам, которые могут быть возбуждены после публикации архива Mossack Fonseca.
9 мая 2016 года исходные «панамские документы» Архивная копия от 10 мая 2016 на Wayback Machine были открыты для всеобщего доступа. В обнародованной базе самих документов нет, можно лишь выяснить имена верифицированных расследователями (подтвержденных распечатанными удостоверениями личности из документов Mossack Fonseca) владельцев офшоров и связи между различными компаниями.
В сентябре 2016 года глава налогового министерства Дании Карстен Лауритцен сообщил о намерении купить части «Панамского архива» для расследования налоговых преступлений в стране. Источник связался с правительством Дании через власти другой страны, покупка обойдется не более чем в 9 миллионов крон (чуть меньше 1,4 миллиона долларов).
Летом власти Дании изучали образцы документов, которые им передал источник, и пришли к выводу, что это настоящие документы, и они могут быть полезны для расследования. По словам одного из чиновников, у них сложилось впечатление, что продавец хорошо знаком с повесткой в Дании, как заявила глава ведомства.

### Источник утечки
По словам основателя Mossack Fonseca Рамона Фонсеки, сами документы были украдены из базы данных компании в результате хакерской атаки.
По данным международной некоммерческой организации WikiLeaks, за утечками «панамских документов» стоит Джордж Сорос и Агентство США по международному развитию (USAID). При этом, по мнению этой организации, одной из целей публикации была информационная атака на президента России Владимира Путина (по другим данным, WikiLeaks отрицает идею, что публикация была заговором против России). Согласно источнику утечки, изначально он предложил документы «нескольким крупным изданиям» и WikiLeaks, после ознакомления с архивом отказавшимся работать с ними.
По данным представителя Госдепа США Марка Тонера, его страна причастна к финансированию расследования панамских документов через средства агентства по международному развитию США.
Издание Washington Post опубликовало статью известного американского экономиста Клиффорда Гэдди, в которой он выдвинул теорию о причастности России к публикации панамских документов.
6 мая Süddeutsche Zeitung опубликовала манифест источника утечки, известного журналистам под именем Джон Доу. Целью публикации он назвал положить конец несправедливости, вызванной действиями Mossack Fonseca. Автор заявляет, что не является сотрудником государственных структур или спецслужб. Также он критикует правительства за преследование информаторов о государственных преступлениях, приведя в пример Эдварда Сноудена. По мнению Доу, публикация архива дала начало «полезной международной дискуссии», хотя дальнейшая реакция медиа вызвала у него недовольство

## Страны
В документах были упомянуты высокопоставленные лица, а также родственники и друзья глав следующих государств: Азербайджан, Алжир, Ангола, Аргентина, Белиз, Бельгия, Ботсвана, Бразилия, Великобритания, Венгрия, Венесуэла, Гана, Гвинея, Гондурас, Греция, Грузия, Демократическая Республика Конго, Египет, Замбия, Израиль, Индия, Иордания, Ирак, Исландия, Испания, Италия, Казахстан, Камбоджа, Катар, Кения, Китай, Колумбия, Конго, Кот-д’Ивуар, Люксембург, Малайзия, Мальта, Марокко, Мексика, Нигерия, Объединённые Арабские Эмираты, Пакистан, Панама, Перу, Польша, Португалия, Российская Федерация, Руанда, Саудовская Аравия, Сенегал, Сирийская Арабская Республика, Судан, Украина, Финляндия, Франция, Чили, Швейцария, Эквадор и Южно-Африканская Республика.
Обозреватели отметили, что в Панамских документах отсутствуют граждане США, известные своей политической деятельностью (имеется только небольшое число частных лиц). См. также раздел «США» ниже.

### Азербайджан
Как утверждается в документах, семья президента Азербайджана Ильхама Алиева тайно владела офшорами, чтобы контролировать недвижимость в Лондоне и другие активы. Так, в 2005 году Алиев передал право разработки шести золотых рудников в Азербайджане компании в Великобритании и трём офшорам, но, на самом деле, как утверждает расследование, рудники перешли во владение семьи Алиева. По данным Mossack Fonseca, Алиев и его супруга Мехрибан в 2003 году приобрели фирму Rosamund International Ltd на Британских Виргинских островах. В 2008 году компании в той же юрисдикции регистрировали и дочери Алиева — 19-летняя Арзу и 23-летняя Лейла. Из опубликованных документов следует, что стоимость доли дочерей Алиева в компании, владеющей золотыми рудниками, оценивается в миллиарды долларов.
Реакция
В ответ на запрос Би-би-си пресс-служба Алиева сообщила, что законы Азербайджана не запрещают детям президента владеть коммерческими структурами.

### Великобритания
Согласно Панамским документам, шесть членов Палаты лордов и три бывших консервативных члена Парламента, а также ныне покойный отец премьер-министра Дэвида Кэмерона Иэн Кэмерон имели состояние в офшорах. Власти Великобритании запросили копии документов для того, чтобы изучить и принять меры для борьбы с уклонением от налогов.
Премьер-министр Великобритании Дэвид Кэмерон признал, что вместе с женой владел пакетом акций в принадлежавшем его отцу Иэну Кэмерону офшорном фонде, но продал его ещё до того, как стал главой правительства.

### Исландия
Исходя из опубликованных документов, премьер-министр Исландии Сигмюндюр Давид Гюннлёйгссон, пришедший ко власти под лозунгом борьбы с офшорами, владел офшорной компанией совместно с женой.
Реакция
Вечером 4 апреля на улицы Рейкьявика вышли митингующие с требованиями отставки премьер-министра. В интернете стартовала кампания по сбору подписей под соответствующей петицией. За 1 день за эту петицию проголосовали более 23 тысяч человек.
5 апреля 2016 года премьер Исландии подал в отставку.

### Казахстан
По данным панамских документов, у внука первого президента и сына председателя сената Казахстана Нурали Алиева есть две офшорные компании, зарегистрированные на Британских Виргинских Островах, которые он использовал для проведения банковских операций и покупки яхты люкс-класса.
Дочь президента страны Дарига Назарбаева, занимавшая пост вице-премьера, в период с 2007 по 2012 год, являлась совладелицей офшорной компании Asterry Holdings LTD, впоследствии ликвидированной и проданной в апреле 2012. Ранее она высказывалась о постыдности подобного: «надо не жадничать, надо делиться».
Комментариев об офшорах Дариги Назарбаевой и Нурали Алиева от них или официальных властей по данной ситуации не поступало.

### Китай
Рост утечки капитала
По статистике, в Китае происходит утечка валютных средств в крупных размерах. Так, за 2015 год объём выведенных из страны капиталов составил эквивалент 1 триллиона долл. США. По мнению специалистов, такой темп увода валюты угрожает дестабилизацией всей экономики Китая.
Роль коммунистических элит
Согласно опубликованным документам, к выводу валюты причастны также семьи ведущих руководителей КПК и правительства Китая. В документах Mossack Fonsecca фигурируют родственники не менее чем восьми членов Политбюро ЦК КПК (как действующих, так и бывших).
Реакция
Китайские власти отказываются отвечать на вопросы иностранных журналистов в связи с упоминанием в расследовании членов семей высших чиновников. Эти сведения отсутствуют также в основных китайских СМИ. Крупнейший китайский интернет-поисковик Baidu на запрос «Panama Papers» выдаёт следующий результат: «Результаты поиска не соответствуют законам и нормативным актам. Попробуйте ввести другой запрос», что свидетельствует о цензурировании результатов международного расследования от жителей Китая.

### Пакистан
В «Панамских бумагах» содержатся данные о трех детях премьер-министра Пакистана Наваза Шарифа. На Британских Виргинских островах семья Шарифа владела четырьмя офшорами, под управлением которых находились шесть домов рядом с Гайд-парком в Лондоне. Их общую стоимость оценивают в несколько миллионов фунтов стерлингов. Верховный суд Пакистана отстранил пожизненно от политики Наваза Шарифа. В 2018 году по следам панамских документов Шариф был заочно приговорён к 10 годам тюрьмы и оштрафован на 10,6 млн долларов по обвинению в коррупции.

### Россия
Изучением российских документов панамского досье занимались трое сотрудников американской некоммерческой организации Organized Crime and Corruption Reporting Project (OCCRP) Мика Великовский, Олеся Шмагун и Роман Шлейнов, а также журналист «Новой газеты» Роман Анин.
В документах Mossack Fonseca фигурируют: близкий друг Владимира Путина музыкант Сергей Ролдугин и предприниматели братья Аркадий и Борис Ротенберги. В частности, Сергей Ролдугин до 2015 года владел офшорными компаниями, через которые за несколько лет работы было проведено сделок на 2 миллиарда долларов. Компании совершали операции с акциями и кредитами российских и зарубежных компаний. В расследовании, в частности, указывается, что Ролдугин владел долей в 15 % компании Avto Holdings Ltd, которая распоряжалась акциями КамАЗа, а также крупнейшего продавца ТВ-рекламы в России «Видео Интернешнл».
Российский коммерческий банк на Кипре (дочерняя структура ВТБ) предоставлял структурам Ролдугина кредиты на сотни миллионов долларов, которые, по предположению сотрудников Mossack Fonseca, не планировалось возвращать. Кроме того, на счета этих компаний поступали пожертвования от крупных российских предпринимателей, цель которых неизвестна.
Помимо этого, закрытые офшорные компании были обнаружены у губернатора Челябинской области Бориса Дубровского, губернатора Псковской области Андрея Турчака, фигуристки Татьяны Навки, сына Николая Патрушева, сына Игоря Зубова (заместитель министра внутренних дел).
Среди других российских чиновников в документах упоминаются также офшоры министра экономического развития Алексея Улюкаева, Ивана Малюшина, заместителя мэра Москвы по транспорту Максима Ликсутова, депутатов Госдумы от «Единой России» Виктора Звагельского, Михаила Слипенчука, Сулеймана Геремеева и Александра Бабакова.
По данным «Новой газеты», офшорным компаниям принадлежал контроль за крупнейшим подрядчиком РЖД по строительству новой ветки БАМа — компании Алексея Крапивина, сына близкого соратника бывшего главы РЖД Владимира Якунина.
Реакция
За неделю до публикации материалов пресс-секретарь Президента России Дмитрий Песков заявил о том, что в западных СМИ готовится информационная атака на Путина и его окружение. Некоторые российские депутаты также комментировали материалы ICIJ до публикации, заявляя, что видят в них попытки дестабилизировать Россию и ослабить её позиции в мире. В партии «Единая Россия» связали публикацию материалов с предстоящими парламентскими выборами.
После опубликования материалов Дмитрий Песков заявил, что Кремль пока не планирует подавать в суд. Песков назвал расследование «спекуляцией» и указал, что расследование на данном этапе не представляет собой ничего нового лично о президенте Путине. В то же время пресс-секретарь предположил, что целью расследования был именно президент России, а также стремление дискредитировать последнего в преддверии приближающихся парламентских и президентских выборов. Песков также отметил, что в Кремле связывают расследование с «высоким градусом путинофобии» за рубежом.
Генеральная прокуратура России сообщила, что проверит сведения об офшорах граждан России, 27 апреля 2016 года был отправлен запрос властям Панамы в связи с проверкой «панамских документов». Итоги проверки оказались засекречены.
Сам Владимир Путин назвал «чушью» информацию, содержащуюся в панамских документах. Президент России считает панамские документы результатом усиливающейся неприязни к России со стороны западного мира. В то же время во время ежегодной «прямой линии с президентом» 14 апреля 2016 года он заявил, что информация является достоверной:

«Такое впечатление, что её готовили даже не журналисты, а скорее всего юристы — и по стилю изложения, и по фактам. Ведь они конкретно никого ни в чём не обвиняют, в этом‑то всё и дело, — они просто наводят тень на плетень».— Путин: инициаторы «офшоргейта» попали пальцем в небо или в какое-то другое место
 Сообщив, что «Зюддойче цайтунг» якобы входит в холдинг, принадлежащий американской корпорации «Голдман Сакс», он заявил, что за этой провокацией «везде торчат уши заказчиков» — «они торчат, но даже не краснеют». На следующий день пресс-секретарь Путина Песков принёс за это извинения немецкому изданию.
Левада-центр с 22 по 25 апреля 2016 года провёл опрос среди 1600 человек в 137 населённых пунктах 48 регионов страны на тему панамского архива. Согласно ему, лишь 43 % россиян слышали об офшорном скандале (14 % интересует «Панамагейт», 29 % знают о расследовании, но не интересуются темой), вообще ничего не слышали 56 % респондентов. Из слышавших о расследовании 47 % убеждены, что опубликованные сведения не затрагивают лично Путина, 40 % уверены в обратном. Среди тех, кто в курсе офшорного скандала, 53 % заявили, что сведения «о том, что среди российских предпринимателей, уводящих средства в офшоры, есть близкие друзья Путина, не была для них неожиданной», 30 % удивились итогам расследования, 18 % затруднились с ответом на вопрос. По версии 34 % респондентов, материалы были опубликованы для «дискредитации лично Владимира Путина», 26 % — для борьбы с «сокрытием бизнесменами и политиками всех стран своих доходов, с уклонениями от уплаты налогов», 18 % — «для дискредитации политиков из разных стран». Среди осведомлённых о «Панамских документах» 48 % считают, что необходимо провести проверку сведений о том, что российские предприниматели уводят средства в офшоры, 39 % — что России следует «законодательно ограничить или вовсе запретить перечисление средств российских граждан в офшоры», 9 % — что РФ не надо предпринимать никаких шагов в связи с расследованием по панамским офшорам. 37 % слышавших о «Панамских документах» считают, что их публикация не будет иметь никаких последствий в России, 14 % уверены, что «власти примут жёсткие меры в отношении критиков режима, оппозиции, независимых журналистов, чтобы не допустить активного обсуждения этой информации», 15 % ждут «громких отставок в руководстве страны», а 16 % полагают, что упадёт доверие к властям.
В апреле 2018 года директор Росфинмониторинга Юрий Чиханчин, выступая на Евразийском антикоррупционном форуме, заявил, что российские власти проанализировали утечки из зарубежных офшорных регистраторов (в том числе «панамское досье» и «райское досье») и обнаружили незаконные финансовые операции на миллиарды рублей, к которым причастны тысячи россиян, в том числе высокопоставленных чиновников.
В мае 2019 года помощник генерального прокурора России Аслан Юсуфов ответил заместителю директора Центра антикоррупционной политики партии «Яблоко» Алексею Чумакову, что в России не возбуждены уголовные дела по материалам «Панамского досье», потому что Республика Панама не ответила на запросы Генеральной прокуратуры России.

### США
По данным британской газеты The Observer, Сбербанк для лоббирования своих интересов в США пользуется услугами компании Podesta Group, основателями которой являются два брата Тони Подеста и Джон Подеста. Джон, бывший глава аппарата президента США Билла Клинтона и советник президента Барака Обамы, являлся, кроме прочего, главой избирательного штаба Хиллари Клинтон. А его брат, Тони, один из самых могущественных лоббистов страны, занимается сбором пожертвований в фонд президентской кампании Хиллари. По мнению журналиста газеты они — и сама Клинтон — обязаны дать объяснения по поводу своих отношений со Сбербанком.
По мнению специалистов, тот факт что в документах присутствует относительно немного сведений о гражданах США, объясняется тем, что последние имеют возможность использовать и другие места для сокрытия доходов, а также пользоваться более свободными законами в некоторых штатах США. С другой стороны, более жесткие наказания за уход от налогов, предусмотренные федеральными законами США, затрудняют такие действия для граждан США.
- Как следует из документов, в 2008 году Mossack Fonseca оказывала помощь в сокрытии офшорных счетов Марианне Олшевски[англ.] — известной американской бизнес-леди[прим. 4][70].
- По данным новостного портала Fusion, входящего в ICIJ, в документах упоминаются 211 человек с американскими адресами, владеющие офшорными компаниями. При этом не ясно, являются ли эти лица гражданами США. По мере обработки документов ожидается появление новых имён[69].
- Одним из клиентов был предприниматель Андрей Могилянский, осуждённый за растление малолетних[71].

Реакция
Президент США Барак Обама заявил, что уход от налогов является общемировой проблемой и указал, что правительства должны принимать меры, препятствующие свободному перемещению нелегальных доходов.

### Украина
В расследованиях описывается, как президент Украины Пётр Порошенко, обещавший перед президентскими выборами продать свои активы в кондитерской компании «Рошен», вместо этого в 2014 году перевёл их в офшорную компанию на Британских Виргинских островах. Помощники Порошенко заявили, что он сделал это для того, чтобы сделать компанию более привлекательной для потенциальных покупателей, но его политические противники на Украине указали на то, что Порошенко тем самым избежал уплаты украинских налогов. Порошенко не задекларировал в 2015 году факт владения акциями своей офшорной компании, чем нарушил закон.
Олег Ляшко, лидер Радикальной партии, заявил, что опубликованные данные уличают Порошенко в злоупотреблении служебным положением и уклонении от налогов и призвал Президента уйти в отставку. Скандал также усугубил противостояние блока Петра Порошенко и партии премьер-министра Арсения Яценюка, которое продолжалось уже несколько месяцев и включало в себя взаимные обвинения в коррупции. Некоторые из сторонников Порошенко поддержали предложение о создании парламентской комиссии для расследования выдвинутых обвинений.
В документах упоминались и другие украинские политики. В частности, народный депутат и давний партнёр Порошенко по бизнесу Игорь Кононенко, согласно документам, через Сергея Зайцева был связан с фирмой Intraco Management Ltd., зарегистрированной 10 января 2002 года на Британских Виргинских островах.
Также в документах непосредственно фигурирует бывший сослуживец Порошенко и партнёр по бизнесу Олег Гладковский (до 2014 года — Свинарчук), основатель корпорации «Богдан» и в 2015—2019 годах — Первый заместитель Секретаря Совета национальной безопасности и обороны Украины. В феврале 2007 года Свинарчук основал на британских Виргинских Островах компанию Teckfold Investments Financial Corporation, где стал единственным акционером. Teckfold Investments связана с кипрским офшором Vehicles Distribution Holding Limited, с помощью которого вёлся бизнес, в том числе с российскими компаниями.
В Панамских документах фигурирует украинско-российский предприниматель Павел Фукс. Ему принадлежала компания из Белиза Mildene Company Inc. Она владела ещё двумя компаниями — Dorchester International Inc. (Сент-Киттс и Невис) и Chesterfield International Limited (Республика Кипр), которые, в свою очередь, непосредственно владели ещё 137 и 37 другими компаниями из разных стран мира, соответственно.

### Швейцария
Согласно документам, за 40 лет 1339 швейцарских юристов, финансовых советников и других посредников создали более 38 тысяч офшорных организаций (компаний, трастовых и частных фондов). В списках фигурируют 4595 связанных с Швейцарией лиц.

## Персоналии

### Главы государств
Панамские документы упоминают следующих глав государств: президента Украины Петра Порошенко, президента Аргентины Маурисио Макри, президента ОАЭ Халифу ибн Зайд Аль Нахайяна, премьер-министра Исландии Давида Гюннлёйгссона Сигмюндюра и короля Саудовской Аравии Салмана ибн Абдул-Азиза Аль Сауда.

### Лица, попавшие под международные санкции
По данным расследований, 23 физических лица, на которых были наложены санкции[чьи?] из-за их связей с правительствами Северной Кореи, Зимбабве, России, Ирана и Сирии, — были клиентами компании Mossack Fonseca. Принадлежащие им юридические лица находились на Сейшелах, Британских Виргинских островах, в Панаме и в других юрисдикциях.

### ФИФА
В расследованиях говорится о бизнес-связях членов Комитета этики при ФИФА.

## В культуре
- худ. фильм Прачечная (США, 2019)